# Шинкевич, Анатолий Фёдорович
Анатолий Фёдорович Шинкевич — советский хозяйственный, государственный и политический деятель.

## Биография
Родился в 1942 году. Член КПСС.
Выпускник Пермского нефтяного техникума. С 1965 года — на хозяйственной, общественной и политической работе. В 1965—1996 гг. — помощник бурильщика, бурильщик Кунгурской конторы разведочного бурения, буровой мастер Кунгурской конторы разведочного бурения, Кунгурского управления разведочного бурения объединения «Пермнефть», лучший мастер Пермской области.
За высокую эффективность и качество работы, успешное внедрение передовых методов добычи топлива был в составе коллектива удостоен Государственной премии СССР за выдающиеся достижения в труде 1980 года.
Делегат XXVI съезда КПСС.
Живёт в Перми.